# 맥스 로치
맥스웰 리뮤얼 로치 (Maxwell Lemuel Roach, 1924년 1월 10일 ~ 2007년 8월 16일)는 미국의 재즈 음악가이다. 타악기 연주자로 유명하며 작곡도 하였다.
케니 라크가 개척한 밥 드럼 주법을 완성시킨 거인이며 브레이키의 야성에 대하여 로치는 지성파이다. 인종문제에 관해서도 만만치 않은 투사로서 아내 아비 링컨(재즈 가수)과 함께 도전적인 몇몇 작품을 만들기도 하였다. 1954년, 클리퍼드 브라운(트럼펫 주자)과 공동으로 조직한 캄보는 이스트 코스트 재즈 발흥의 도화선이 되었다.

## 음반
- 1953년 - 《The Quintet: Jazz at Massey Hall》
- 1960년 - 《We Insist! Max Roach's Freedom Now Suite》